# Pauline à la plage
Pauline à la plage és una pel·lícula francesa del 1983 dirigida per Éric Rohmer. El film forma part del cicle "Comèdies i proverbis" (Comédies et proverbes), formada per 5 altres pel·lícules entre les quals destaca sobretot Le Rayon vert, guanyadora del Lleó d'Or al Festival de Cinema de Venècia de 1986.

## Argument
Pauline, una adolescent de 15 anys, va a passar les vacances a la costa de Normandia acompanyada de la seva cosina Marion, molt més gran que ella i que s'acaba de separar del seu marit. Un cop a la platja, les dues cosines es topen amb Pierre, un ex-company sentimental de Marion que els presenta al seu vell amic Henri. L'amic de Pierre de seguida invita a les dos joves a sopar a casa seva, on té lloc una llarga i prolongada dissertació sobre l'amor en una estàtica escena típicament "Rohmeriana" on els quatre amics donen voltes sobre el mateix tema tot posant de manifest les seves inquietuds i contraposant els seus diferents punts de vista. La vetllada acaba exitosa per al pragmàtic Henri, qui acaba passant la nit amb la idealista Marion. Ella en busca un amor ardent i sincer capaç de reemplaçar el seu disgust conjugal.
L'endemà a la platja un adolescent de 17 anys anomenat Sylvain s'interessa per Pauline mentre Pierre insisteix a donar classes de surf a Marion. Pierre, que la nit anterior ha fet una declaració d'amor a Marion, no pot evitar que ella l'esquivi per visitar novament Henri, de qui s'ha enamorat.
L'endemà, Henri es topa amb els joves Sylvain i Pauline a la platja i els invita a anar a casa seva. Marion, que per tal de trobar Henri es passa espontàniament per casa seva, sorprèn els dos joves fent manetes al llit i més tard, en un to recriminatori, confessa a Henri la seva preocupació per la jove Pauline, de qui és responsable.
Les dues cosines organitzen l'endemà una excursió al Mont Saint-Michel. Mentrestant, a la platja, Henri i Sylvain coneixen a Louisette, una venedora ambulant de dolços, i tots tres acaben a la casa d'Henri: Sylvain mirant la televisió i Henri i Louisette entretenint-se junts al llit. Els dos amants són descoberts per Pierre, que passava pel costat de la casa i els veu a través de la finestra. Després, quan Sylvain s'adona que Marion està a punt d'arribar, córre de pressa a alertar a Henri i Louissete, que ara estan junts al bany. Henri té el ràpid reflex de tancar junts a Sylvain i Louissete just quan Marion arriba. Ella es queda doncs amb l'errònia convicció que Sylvain ha posat les banyes a la seva petita cosina.
Pierre, que està gelós d'Henri, visita a Marion per tal de delatar el seu amic, a qui acusa d'infidelitat, d'haver-se'n anat al llit amb Louisette. Això no obstant, Marion l'aconsegueix convèncer que en realitat a qui ha vist a l'habitació era a Louisette amb Sylvain, i no pas Henri. Pierre delata aleshores la infidelitat de Sylvain a Pauline, qui té una gran decepció. La veritat dels fets, però, surt finalment a la llum quan Louissette admet a Pierre que ella se n'ha anat al llit amb Henri i no pas amb Sylvain.
Al següent dia, aprofitant l'absència de Marion, Pierre i Henri es disculpen amb Pauline per tot l'embolic provocat, i ella es reconcilia així amb Sylvain. Marion, mentrestant, és l'única persona que encara no coneix la veritat dels fets.
Quan l'endemà Pauline es lleva a la casa d'Henri, on ha passat la nit, sorprèn a aquest besant-li les cames. Ell es disculpa i després, mentre esmorzen junts, li explica que se'n va de seguida cap a Quiberon, deixant així Marion a l'estacada. Pauline es mostra preocupada per la seva cosina, qui viu enganyada en un núvol il·lusori que no es mig difumina fins que la crua realitat li mostra que Pierre l'ha abandonada, acomiadant-se a més a la francesa.
Finalment, les dues cosines també decideixen abandonar prematurament la costa atlàntica i retornen juntes a Paris: la satisfeta Pauline amb l'esperança de trobar-se l'any que ve amb Sylvain, la somniadora Marion decebuda per la sobtada marxa de Pierre. Ella, malgrat tenir certes sospites, no sabrà mai del cert el que realment ha passat a casa de Henri; i de fet prefereix no conèixer la veritat.

## Repartiment
- Amanda Langlet: Pauline
- Arielle Dombasle: Marion
- Pascal Greggory: Pierre
- Féodor Atkine: Henri
- Simon de la Brosse: Sylvain
- Rosette: Louisett

## El cicle "Comèdies i proverbis
Pauline à la plage és la tercera entrega del cicle que Éric Rohmer ha anomenat "Comèdies i proverbis", el qual està integrat per les altre següents pel·lícules:
- La Femme de l'aviateur (1980)
- Le Beau mariage (1982)
- Les nuits de la pleine lune (1984)
- Le Rayon vert (1986)
- L'Ami de mon amie (1987)

## Premis
- Pauline à la plage va guanyar un Os de Plata a la millor direcció al Festival Internacional de Cinema de Berlín de l'any 1983.[1]
- La pel·lícula també va guanyar el Prix Méliès, premi de la crítica francesa.[cal citació]